# Mesir
A mesir (törökül: mesir macunu; mesir-massza) egy több száz éves recept alapján készülő török édesség, melyet eredetileg gyógyszerként készítettek Manisa városában.

## Története
A legenda szerint I. Szelim szultán felesége, I. Szulejmán anyja, Ajse Hafsza férje halála után nagyon beteg lett. Az orvosok nem tudták meggyógyítani, ezért Szulejmán a manisai teológiai iskola vezetőjéhez, Merkez Muszlihiddin Efendihez fordult tanácsért, aki egy kis kórházat működtetett a manisai Szelim-mecset mellett és gyógyfüvekkel kísérletezett. Merkez Efendi 41 gyógynövényből és fűszerből masszát készített és ezt elküldette a palotába. A szultána meggyógyult, és szerette volna megosztani az emberekkel a csodaszert, ezért a szultán úgy rendelkezett, hogy minden évben március 22-én, a tavasz (a megújulás) eljövetelének napján a város mecseteinek minaretjeiből szórják a masszát a nép közé papírba csomagolva. 1527–28 környékén kezdték el a tradíciót, ami azóta is tart. Március 21-én, vagy ahhoz közel eső napon a Mesir-fesztivál keretein belül színes papírba csomagolva dobálják ma is a fesztiválozók közé a mesirt. A mára édességgé szelídült mesir akár a szupermarketekben is beszerezhető Törökországban.

## Összetevői
- szegfűbors (Pimenta dioica)
- galangál (Alpina officinarium)
- ánizs (Anisum vulgare)
- feketekömény (Nigella sativa)
- fekete mirobalán (Terminalia nigra)
- feketebors (Piper nigrum)
- varjútövis (Rhamnus alaternus L., Nerprun alaterne)
- kardamom (Elettaria cardamomum)
- kasszia (Cassia)
- mirobalán (Terminalia chebula)
- kínagyökér (Smilax china)
- fahéj (Cinnamomum verum)
- szegfűszeg (Syzygium aromaticum)
- kókusz (Cocos nucifera)
- koriander (Coriandum sativum)
- kubébabors (Cubebae fructus)
- római kömény (Cuminum cyminum)
- narancsvirág
- édeskömény (Foeniculum vulgare)
- kínai gyömbér (Alpinia officinarum)
- gyömbér (Zingibar officinalis)
- Iksir-cukor
- India blossom
- hosszúbors (Piper cubeba)
- édesgyökér-kivonat (Glycyrrhiza uralensis fisch)
- édesgyökér (Glycyrrhiza glabra)
- masztix (a Pistacia lentiscus gyantája)
- indiai köles (Pennisetum glaucum)
- mirha (A Commiphora molmol gyantája)
- pézsmaboglár (Adoxa moschatellina)
- fekete mustár (Brassica nigra)
- narancshéj
- rebarbara (Rheum Palmatum)
- sáfrány
- citromsav
- alexandriai szenna (Cassia senna)
- kurkuma (Curcuma domestica)
- Udülkahir
- vanília (Vanilla planifolia)
- festőcsülleng (Isatis)
- sárga mirobalán (Fructus myrobalani)

## Gyógyhatása és hiedelmek
A felhasznált gyógynövényeknek köszönhetően a mesirnek töbféle gyógyhatást is tulajdonítanak, többek között növeli az étvágyat, csökkenti a bélgázok mennyiségét, vizelethajtó hatású, csökkenti a fáradtságot, növeli a hormontermelést; egyes vélemények szerint pedig afrodiziákum is egyben. A török nép körében különféle hiedelmek is kapcsolódnak hozzá, így például úgy vélik, azt, aki rendszeresen fogyasztja a mesirt, nem marja meg kígyó; eladósorban lévő lányok, ha mesirt fogyasztanak, még abban az évben férjhez fognak menni; növeli a férfiasságot és segít a terméketlen pároknak.